# Buurtspoorwegen van de provincie Limburg

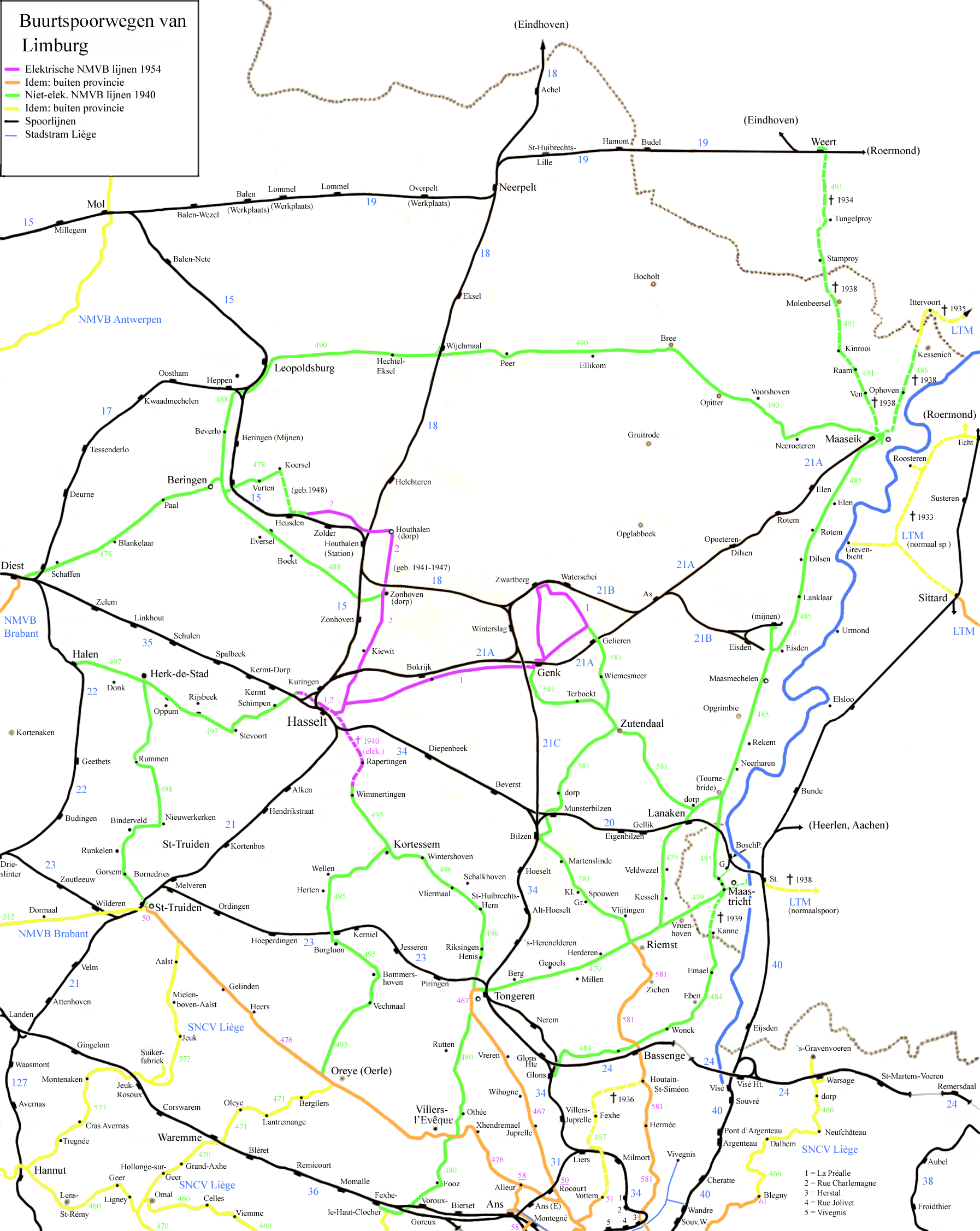
Buurtspoorwegen van de provincie Limburg, stand 1954 voor elektrische lijnen en stand 1940 voor de andere lijnen en de spoorwegen

De Nationale Maatschappij van Buurtspoorwegen was in België georganiseerd in regionale groepen die een grote zelfstandigheid en eigen beleid hadden. Oorspronkelijk waren alle lijnen in de provincie geëxploiteerd door pachters die hun eigen lijnen, stelplaats en organisatie hadden. De NMVB heeft bij de overname van de concessies, de pachterorganisatie niet veranderd. Hierdoor kent de NMVB in de provincie twee groepen:
- Hasselt: Lijnen rond Hasselt en het Westen. De pachter was de LSTM (Limburgsche Stoom Tramweg Maatschappij).[1]
- Tongeren: De lijnen vanuit Maastricht en de lijn Tongeren – Fexhe-le-Haut-Clocher. De oorspronkelijke pachter van deze groep was de Luikse RELSE (Railways Economiques de Liège-Seraing et Extensions) van baron Édouard Empain.

De NMVB groep van Limburg had vier lijnen die doorreden in Nederland. Drie lijnen naar Maastricht en een lijn naar Weert.

## Elektrische lijnen
- 1: Hasselt – Bokrijk – Genk (station) + lus (wijzerzin): Station – Winterslag – Zwartberg – Waterschei – Oud-Waterschei – Genk (station) en terug naar Hasselt. (De lus werd in beide richtingen bereden)
- 2: Hasselt – Kiewit – Zonhoven – Houthalen – Zolder (mijn) – Heusden (cité)
- Stadslijn Hasselt: Kuringen – Hasselt – Rapertingen – Trekschuren (Geen lijnnummer en aparte diensten Hasselt Kuringen en Hasselt Trekschuren)

Naast de elektrische lijnen van de NMVB groep Limburg, zijn er drie elektrische tramlijnen in Limburg die vanuit de NMVB groep Luik geëxploiteerd werden. Dit zijn:
- 476 Luik (St. Lambert) – Sainte-Walburge – Rocourt (stelplaats) – Alleur – Xhendremael – Villers-l'Évêque – Oerle – Heers – Gelinden – Brustem – Sint-Truiden (Station). De Sint-Truiden – Oerle lijn maakte voor de elektrificatie in 1936 deel uit van NMVB Limburg groep. Op 24 oktober 1956 werd het deeltraject Oerle - Sint-Truiden opgeheven.
- 467 (Luik (St. Lambert) – Rocourt (stelplaats)) – Rocourt (station) (stadslijneindpunt 50) – Juprelle – Nudorp – Vreren – Tongeren
- 581 Luik (St. Lambert) – Herstal (stadslijneindpunt 62) – Hermée – Houtain-Saint-Siméon – Bitsingen – Val-Meer – Riemst

## Niet-geëlektrificeerde lijnen
(lijnnummers uit het spoorboek)

( ) = Gemeenschappelijk met andere lijnen.
- 485: Maaseik – Elen – Rotem – Dilsen – Lanklaar – Eisden – Maasmechelen – Rekem – Neerharen - Lanaken (Tournebride) – Grens – Maastricht (Brusselseweg, Koningin Emmaplein, Statensingel, goederenstation Boschpoort)
- Goederenaansluiting van Eisden naar de Mijn.
- 486: Maaseik – Ophoven – Kessenich met LTM aansluiting naar // grens Nederland – Ittervoort – Thorn – Heel – Beegden – Horn – Roermond
- 490: Maaseik – Neeroeteren – Voorshoven (bereikbaar met brug over het kanaal) – Opitter –Bree – Ellikom – Peer – Wijchmaal – Hechtel – Leopoldsburg
- 467 Vottem – Milmort – Liers – Fexhe-Slins – Houtain-Saint-Siméon - Bassenge - Riemst - Bilzen - Genk[3]
- 491: Maaseik – 't Ven – Raam – Kinrooi – Molenbeersel – grens – Stramproy – Tungelroy – Weert
- 581: Genk – Terboekt – Zutendaal – Heide – Munsterbilzen – Bilzen – Martenslinde – Kleine-Spouwen – Grote-Spouwen – Vlijtingen – Riemst
- 581bis: (Waterschei – Oud-Waterschei) – Wiemesmeer – Zutendaal – Lanaken (centrum) – Lanaken (Tournebride)
- 479: Tongeren – Berg – Genoelselderen – halte Millen – Herderen – Riemst – Vroenhoven – Kesselt – Veldwezelt – Lanaken (centrum) – Lanaken (Tournebride)
- 479Int: Vroenhoven – grens – Maastricht (Tongerseweg, Cannerplein, Stadspark, Molenhofpad, Onze Lieve Vrouwekade; na 1924: Cannerplein, Hertogsingel, Koningin Emmaplein)
- 484: Glaaien – Beurs – Bitsingen – Wonk – Eben – Emael – Kanne – Maastricht (Cannerplein, Elisabeth Strouvenlaan, Hertogsingel, Koningin Emmaplein)
- 480: Tongeren – Rutten – Elch – Villers-l'Évêque – Hognoul – Fooz – Voroux – Fexhe-le-Haut-Clocher
- 496: Tongeren – Henis – Riksingen – Sint-Huibrechts-Hern – Schalkhoven – Vliermaal – Wintershoven – Kortessem
- 495: Oerle – Vechmaal – Bommershoven – Borgloon (Stad, Staatstatie)– Herten – Wellen – Kukkelberg – Kortessem (Dorp, Statie, Printhagen) – Wimmertingen – (Trekschuren – Hasselt)
- 497: (Hasselt - Kuringen) – Schimpen – Stevoort – halte Rijsbeek – halte Oppum – Herk-de-Stad - Halen
- 498: Sint-Truiden – Gorsem – Runkelen – Binderveld – Nieuwerkerken – Rummen – Herk-de-Stad
- 488: (Hasselt – Kiewit – Zonhoven) – Boekt – Eversel– Beringen – Beverlo – Heppen – Leopoldsburg
- 478: Diest – Schaffen – Blankelaar – Paal – Beringen – Vurten – Koersel - Heusden

Van buiten de provincie kwamen nog de volgende niet-geëlektrificeerde lijnen in Limburg:
- 315: Tienen / Jodoigne - Overhespen - Sint-Truiden
- 573: Hannut - Sint-Truiden

## Eerste/Laatste buurttram in de provincie
Op 9 januari 1888 wordt de eerste buurtspoorlijn geopend tussen Leopoldsburg en Bree. Op 31 januari 1958 wordt de laatste tramlijn van Limburgse NMVB groep, Hasselt – Genk – Waterschei – Winterslag, opgeheven. De laatste "Luikse" lijn in Limburg, Tongeren - Luik, reed op 23 december 1961 voor het laatst. I.v.m de late ontwikkeling van kolenmijnen in Limburg zijn sommige lijnen pas laat aangelegd.
- 1934: Lanaken – Zutendaal – Waterschei
- 1941-1948: Zonhoven – Houthalen – Zolder – Heusden – Koersel. Stelselmatig wordt door de Duitse bezetter, die dringend de Limburgse steenkool nodig had, de lijn aangelegd en geëlektrificeerd. Op 19 augustus 1952 is de laatste elektrificatie tot Heusden gereed. Echter op 21 mei 1955 is de hele lijn al opgeheven.
- 1936-1958: Hasselt – Genk – Waterschei – Winterslag – Genk. Deze elektrische lijn op 20 september 1936 geopend en als laatste Limburgse tramlijn gesloten op 31 januari 1958.
- 1961: De laatste tramlijn op Limburgs grondgebied was de Luikse tramlijn Tongeren – Luik die op 23 december 1961 werd gesloten.

## Stelplaatsen
- Bilzen, Bree
- Glons
- Hasselt (werkplaats alle diensten), Herk-de-Stad
- Koersel, Kortessem
- Lanaken (Tournebride), Leopoldsburg
- Maaseik, Molenbeersel
- Sint-Truiden
- Tongeren
- Weert (Nederland)

## NMVB in de andere provincies
- Antwerpen: Buurtspoorwegen van de provincie Antwerpen
- Brabant: Buurtspoorwegen van de provincie Brabant
- Oost-Vlaanderen: Buurtspoorwegen van de provincie Oost-Vlaanderen
- West-Vlaanderen: Buurtspoorwegen van de provincie West-Vlaanderen
- Luik: Buurtspoorwegen van de provincie Luik
- Luxemburg: Buurtspoorwegen van de provincie Luxemburg
- Namen: Buurtspoorwegen van de provincie Namen
- Henegouwen: Buurtspoorwegen van de provincie Henegouwen